# El Mastranzo, Jalisco
El Mastranzo är en ort i Mexiko.   Den ligger i kommunen San Miguel el Alto och delstaten Jalisco, i den centrala delen av landet, 400 km väster om huvudstaden Mexico City. El Mastranzo ligger 2 075 meter över havet och antalet invånare är 170.
Terrängen runt El Mastranzo är platt åt sydost, men åt nordväst är den kuperad. Terrängen runt El Mastranzo sluttar västerut. Runt El Mastranzo är det ganska tätbefolkat, med 52 invånare per kvadratkilometer. Närmaste större samhälle är San Miguel el Alto, 15,7 km norr om El Mastranzo. I omgivningarna runt El Mastranzo växer huvudsakligen savannskog.